# Roberto Pontes
ROBERTO PONTES (Francisco ROBERTO Silveira de PONTES Medeiros. Fortaleza –CE, 4 de fevereiro de 1944). Escritor brasileiro:
poeta, crítico, ensaísta, tradutor.. Roberto Pontes foi professor-colaborador do Instituto de Letras da Universidade do Estado do Rio de Janeiro – UERJ, onde ministrou aulas de Literatura e Cultura Portuguesa. Sua tese de doutorado aplica as noções e conceitos da Teoria da Residualidade Literária e Cultural, que tem despertado o interesse acadêmico no Brasil e no exterior.

## Biografia
ROBERTO PONTES, filho de João Maria de Pontes Medeiros e Zuleide Silveira de Pontes Medeiros, nasceu em Monte Castelo, bairro da cidade de Fortaleza de Nossa Senhora da Assunção, Estado do Ceará, a 4 de fevereiro de 1944. Casou-se duas vezes, respectivamente, com Guaraciara Barros Leal, com quem teve seus dois filhos e Elizabeth Dias Martins (a Beth), esta, companheira também nas atividades da intensa vida acadêmica em torno da Literatura, mais precisamente, da Poesia. Foi  estudante do Ginásio 7 de Setembro e do LICEU - Colégio Estadual do Ceará.

## Resumo biográfico (cronologia)
- No período compreendido entre 1959 a 1961, Pontes participou da Ação Católica, movimento eclesial. Atuou na Juventude Estudantil Católica - JEC, para onde foi levado por Tito de Alencar Lima (Frei Tito). Atuou ainda na Juventude Universitária Católica - JUC e, pouco tempo depois, na Ação Popular, movimento político derivado deste mesmo movimento.
- Em 1960 publicou seu primeiro poema intitulado “Harmonia”, no jornal discente do LICEU O Condor, No mesmo ano, começou a colaborar com os jornais de Fortaleza. Escreveu para O Nordeste, Gazeta de Notícias, Tribuna do Ceará, Unitário e O Povo. Nestas colaborações, merecem destaque as traduções de poemas do poeta chileno Pablo Neruda, publicadas no Jornal O Povo, bem como a tradução de um capítulo de Teoria de la Expressión Poética de Carlos Bousoño. Após a conclusão do Curso Clássico no LICEU, prestou vestibular em Recife, na Faculdade de Filosofia de Pernambuco (FAFIPE). No mesmo estado, trabalhou no Projeto de Alfabetização de Adultos do Método Paulo Freire, que ajudou a implantar em Pernambuco, sob a orientação do próprio Paulo Freire, e ainda de Luís Costa Lima e Sílvio Loreto.
- Em 1965 ingressou na Faculdade de Direito da Universidade Federal do Ceará, onde foi eleito Vice-Presidente do Centro Acadêmico Clóvis Bevilácqua. Colou grau em 1970.
- Em 1967 e 1968 participou ativamente do Grupo SIN de Literatura, cuja diretriz era o sincretismo literário e artístico. Nos mesmos anos foram publicadas a Minisinantologia, a Minisinantologia 2 (as duas em impressão mimeografada) e a SINantologia, esta última impressa em tipografia, três obras que marcaram historicamente a atuação do Grupo SIN de Literatura, representativo da Geração 60, no Ceará. Esta Geração tem três segmentos de linguagem que a caracterizam no Brasil: a discursiva, a experimental e a épica. Pontes tem relevante produção em todos três.
- Em 1969 o autor foi enquadrado na Lei de Segurança Nacional, diploma legal da ditadura militar. Apesar de ter sido provado não haver nada juridicamente que pudesse desabonar sua conduta, esse processo por muito tempo continuou gerando efeitos restritivos e o impediu de assumir cargos públicos até 1991. Pontes foi o autor do projeto que implantou o Curso de Direito da Universidade de Fortaleza – UNIFOR, o qual coordenou durante sete anos e onde ministrou disciplinas jurídicas.
- Em 1976 o poema “teletipo 1957”, de Lições de Espaço, figurou na prova do exame vestibular da Universidade de Fortaleza – UNIFOR, motivando quesitos de Língua Portuguesa e Literatura.
- Por ocasião do Natal de 1977, Pontes publicou três poemas: “Continua Pensando”, “Natal Chegou” e “Ditos de Natal”, alusivos à data magna cristã, em cartões separados, vendidos nos bares, escolas e ruas de Fortaleza. Em 1978 colaborou com o Jornal de Letras e escreveu resenhas para as revistas Vozes, Tempo Brasileiro e Encontros com a Civilização Brasileira, órgãos culturais do Rio de Janeiro. Roberto Pontes também tem colaborações publicadas nos jornais Correio do Ceará e Diário do Nordeste, órgãos da imprensa cearense, na revista Poesia Sempre do Rio de Janeiro, no jornal Poiésis de Petrópolis-RJ, e no Suplemento Literário Minas Gerais.Em 1983, participou dos Conselhos Editoriais dos jornais oposicionistas Mutirão e O Popular e da revista literária Nação Cariry, publicações de Fortaleza.
- Em 1984 foi eleito Presidente da Associação Profissional dos Escritores do Ceará – APROESC, sucedendo ao escritor Jader de Carvalho.
- Em 1988 retomou definitivamente suas atividades literárias e, no ano seguinte, ingressou no Curso de Mestrado em Letras da Universidade Federal do Ceará. Nesse período, Pontes já demonstrava seu desencanto com a carreira advocatícia.
- Em 1991 defendeu dissertação, a primeira do referido Curso, sob o título Poesia Insubmissa Afrobrasilusa, fato que mudou definitivamente o rumo de seu trabalho profissional. Deixando a advocacia, carreira que exercia há 25 anos, abraça a docência na área de Literatura, dedicando-se principalmente ao estudo e ao ensino de Poesia. Os conceitos de “poesia insubmissa” e “literatura afrobrasilusa” foram cunhados e empregados na referida dissertação pelo autor. O primeiro, a partir da obra memorialística de Pablo Neruda. O segundo, da observação de uma espécie de criação literária que não é especificamente africana, brasileira nem portuguesa, pois traz elementos dessas três culturas residualmente, numa elaboração criativa singular. Ambos propõem uma reflexão sobre a poesia de luta, de combate e de enfrentamento a partir da análise de três culturas hibridadas: a africana, a brasileira e a lusitana. Seu ingresso no corpo docente do Curso de Letras da Universidade Federal do Ceará se deu logo após o término do Curso de Mestrado, por aprovação em concurso público, em setembro de 1991, para o cargo de Professor de Literatura Portuguesa. Em 2003 passa a lecionar Literaturas Africanas de Língua Portuguesa, disciplina que implantou no Curso de Letras da UFC. Pontes faz parte do grupo pioneiro dos estudos de Literaturas Africanas no Brasil.
- De 1994 a 1998 cursou o Doutorado em Literaturas de Língua Portuguesa na Pontifícia Universidade Católica do Rio de Janeiro – PUC-Rio. Neste mesmo período ministrou as Oficinas de Poesia da Biblioteca Nacional do Rio de Janeiro, das quais surgiu o “Grupo Poesia Simplesmente” sob sua orientação e incentivo. Também é fundador e coordenador do “Grupo Verso de Boca” em Fortaleza desde 1999, o qual é mantido pela Universidade Federal do Ceará como atividade de Cultura e Arte universitária. Ambos os grupos são de interpretação poética. Neste mesmo período, Roberto Pontes foi professor-colaborador do Instituto de Letras da Universidade do Estado do Rio de Janeiro – UERJ, onde ministrou aulas de Literatura e Cultura Portuguesa. Sua tese de doutorado aplica as noções e conceitos da Teoria da Residualidade Literária e Cultural, que tem despertado o interesse acadêmico no Brasil e no exterior. Esta teoria foi sistematizada pelo autor e é estudada e pesquisada no Grupo de Estudos de Residualidade Literária e Cultural – GERLIC, registrado no Diretório de Pesquisa do CNPq e por ele liderado.
- Em 2002, por indicação do poeta carioca Humberto Mello, Roberto Pontes foi o poeta representante do Brasil no “Primeiro Festival Internacional de Poesia de El Salvador” promovido pela Fundación Poetas de El Salvador, que reuniu 58 poetas provindos dos cinco continentes.
- Em 2007, o poeta foi honrado com a indicação de seu nome para ser um dos representantes do Brasil no “XII Festival Internacional de Poesia de La Habana” em Cuba. No ano anterior o Brasil foi representado pelo poeta Thiago de Mello. Após participação de Roberto Pontes no Festival, seu nome foi incluído na “Mesa Diretiva da Junta Mundial de Poesia em Defesa da Humanidade”, sediada no Caribe. A viagem a Cuba e a participação no XII Festival motivaram 30 poemas bilíngues sobre a terra e o povo cubano, os quais compõem o livro Hierba Buena/Erva Boa. O título do livro faz referência à hortelã, erva utilizada no preparo do “mojito”, famoso drinque cubano. Além disso, a metáfora que dá nome ao livro fica explicada no poema 24, “Cuba es la hierba buena”, o qual sugere a ideia de proliferação da Erva Boa, ou seja, do socialismo cubano.
- Em 2011 foi convidado a participar do Festival Teknopoiésis pela Cátedra Unesco de Leitura da PUC-Rio. Em 2013, passou a integrar a Cátedra UNESCO (FACED/UFC) da United Nations University – UNU. Foi professor do Departamento de Literatura e do Programa de Pós-Graduação em Letras/Literatura do Curso de Letras da Universidade Federal do Ceará de 1991 a 2014.
- Em 2014, aposentou-se da atividade docente na UFC, passando a dedicar-se à literatura e à música, com destaque sempre para a poesia. Nesse mesmo ano recebeu o Prêmio Nacional de Literatura PEN Clube do Brasil, concedido ao seu livro O Jogo de duplos na poesia de Sá-Carneiro.

## Obras

### Poesia
Contracanto. Fortaleza: SINedições, 1968.
Lições de Espaço. Fortaleza: Imprensa Universitária, 1971.
Temporal. In: revista O Saco. Fortaleza, 1976.
Memória Corporal. Rio de Janeiro: Edições Antares, 1982.
Verbo Encarnado. Rio de Janeiro: Sette Letras, 1996; 2ª Ed., Fortaleza: Expressão Gráfica Editora, 2014.
Breve Guitarra Galega. In: revista Estudos Galegos. Niterói: EDUFF, 2002.
Hierba Buena/Erva Boa. Fortaleza: Casa da Amizade Brasil/Cuba, 2007.
50 Poemas Escolhidos pelo Autor. Rio de Janeiro: Edições Galo Branco, 2010; 2ª Ed., Fortaleza: Expressão Gráfica Editora, 2014.
Lições de Tempo. Rio de Janeiro: Ibis Libris, 2012.
Os Movimentos de Cronos. Rio de Janeiro: Ibis Libris, 2012.

### Ensaio
Vanguarda Brasileira: Introdução e tese. Rio de Janeiro: Jornal de Letras, 1970. Poesia Insubmissa Afrobrasilusa. Rio de Janeiro/Fortaleza. Oficina do Autor/Edições
UFC, 1999.
O jogo de duplos na poesia de Sá-Carneiro. Fortaleza: Edições UFC, 2012. Edição eletrônica 2014.

### Pôsteres
“Animais Enternecidos”. Fortaleza: Edições UFC, 1982.
“As Noites”. Recife: Plataforma para a Poesia, 1999.
“A Casa”. Fortaleza: IAPEL, 2009.
“Os Ausentes”: Fortaleza: IAPEL, 2012.

### Discografia
“Tanajura”. Poema In: Um Canto em Cada Canto – 10 Anos. (UNICD, 3027). Unipress
Comércio de Discos Ltda.–SP. 1997.
“Demiurgia”. Poema gravado por Nicole Borger com o título “Sentidos” in Singrar Sailing Songs. (LMCD 0299). Videolar S.A.–Manaus. RM2 Comercial Ltda.–SP. 2005.
Samba &amp; Poesia (poemas na voz do autor) e canções por Glaypson Façanha, Washington Silva e Roberto Pontes. Fortaleza: Estúdio Vila, 2012.

### Participação em Antologias
MiniSINantologia. Fortaleza: Ed. mimeografada, 1967.
MiniSINantologia 2. Fortaleza: Ed. mimeografada, 1968.
SINantologia. Fortaleza: Imprensa Universitária UFC, 1968.
Antologia Poética Piauí-Ceará. Cinéas Santos (Org.). Teresina/Fortaleza: Fundação Cultural do Piauí/Edições UFC, 1987.
Um Certo Planeta Azul. Luiza de Teodoro (Org.). Fortaleza: Secretaria de Educação do Estado do Ceará, 1987.
Revista de Letras, v. 15 (1/8), jan. 1990/dez. 1993. Fortaleza: UFC [Número dedicado aos 25 anos do Grupo SIN de literatura]. Antologia e fortuna crítica.
Sincretismo – A poesia da Geração 60. Pedro Lyra (Org.). Rio de Janeiro/Fortaleza: Topbooks/Fundação Cultural de Fortaleza/Fundação Rioarte, 1995.
Oficina de Poesia. Elmer C. Corrêa Barbosa (Org.). Rio de Janeiro: Fundação Biblioteca Nacional, 1996.
A Poesia Cearense do Século XX. Assis Brasil (Org.). Rio de Janeiro/Fortaleza: Imago/Fundação Cultural de Fortaleza, 1996.
O Talento Cearense em Poesia. Joyce Cavalcante (Org.). São Paulo: Maltese, 1996.
Duas Águas. Orgs. Pablo Simpson, Roberval Pereyr. Campinas-SP: Instituto de Estudos da Linguagem, 1997.
Letras ao Sol: Antologia da Literatura Cearense. 2ª ed. Oswald Barroso, Alexandre Barbalho (Orgs.). Fortaleza: Ed. Fundação Demócrito Rocha, 1998.
Poesia Simplesmente. Humberto Mello (Org.). Rio de Janeiro: PS, 1999.
Águas dos Trópicos. Beatriz Alcântara, Lourdes Sarmento (Orgs.). Recife/Fortaleza: Edições Bagaço/SECULT, 2000.
Poemas para a Paz. Nilze Costa e Silva (Org.). Fortaleza: Edições INESP, 2001.
Poesia Simplesmente. Delayne Brasil (Org.). Rio de Janeiro: Íbis Libris, 2001.
Fauna e Flora nos Trópicos. Beatriz Alcântara, Lourdes Sarmento (Orgs.). Fortaleza: SECULT, 2002.
Antología Primer Festival Internacional de Poesía de El Salvador. Federico Hernández Aguilar (Org.). El Salvador: Consejo Nacional para La Cultura y El Arte
–CONCULTURA, 2002.
Poemas de Mesa. Fortaleza: Bookmaker/Ideal Clube, 2007.
Poesia Simplesmente 10 Anos. Ângela Maria Carrocino et al. (Org.). Rio de Janeiro: Edições Galo Branco, 2008.
Roteiro da Poesia Brasileira – Anos 60. Pedro Lyra (Org.). São Paulo: Global Editora, 2011.

## Obras de referência
AZEVEDO, Sânzio de. Literatura Cearense. Fortaleza: Academia Cearense de Letras, 1976.
COUTINHO, Afrânio; SOUSA, J. Galante de. Enciclopédia de Literatura Brasileira, v. II. São Paulo: Global Editora/Ministério da Cultura/Fundação Biblioteca Nacional/Academia Brasileira de Letras, 2001.
SILVA, Fernanda Maria Diniz da. Mentalidade e Residualidade em Memória Corporal de Roberto Pontes. Fortaleza: PPGL/UFC, 2007. (Dissertação de Mestrado)
- http://www.repositorio.ufc.br/handle/riufc/3454 Em falta ou vazio |título= (ajuda)

SILVA, Fernanda Maria Diniz da. Tradição e modernidade na produção poética de Roberto Pontes. Fortaleza: PPGL/UFC, 2017. (Tese de Doutorado)
- http://www.repositorio.ufc.br/handle/riufc/28433 Em falta ou vazio |título= (ajuda)

JORNAL DE POESIA. http://www.jornaldepoesia.jor.br/rpon.html
MOSÂNIO, Paulo. O Trajeto de Eros no Discurso Poético de Memória Corporal. Fortaleza: IAPEL, 1993.
NEJAR, Carlos. História da Literatura Brasileira. São Paulo: Leya, 2011.
PICCHIO, Luciana Stegagno. História da Literatura Brasileira. Rio de Janeiro: Editora Nova Aguilar, 1997.
REVISTA DE LETRAS, v. 15 (1/8), jan. 1990/dez. 1993. Fortaleza: UFC [Número dedicado aos 25 anos do Grupo SIN de literatura. Antologia e fortuna crítica].
ZANDRON, Eduarda. Dicionário Biobibliográfico de Escritores Contemporâneos do Estado do Rio de Janeiro, v. I. Rio de Janeiro: Sindicato dos Escritores do Estado do Rio de Janeiro, 1997.

## Fortuna crítica
1. AIRES FILHO, Durval. “O erotismo poético em Memória Corporal”. In: Diário do Nordeste-DN Cultura. Fortaleza, 24 de janeiro de 1984.
2. AZEVEDO, Sânzio de. “Roberto Pontes”. In: Literatura Cearense. Fortaleza: Academia Cearense de Letras, 1976, p.554-557.
3. BARBOSA FILHO, Hildeberto. “Verbo Encarnado e encarnação do verbo”. In: A União. João Pessoa, 29 de outubro de 2000. p. 16.
4. BARROSO, Antônio Girão. “Mini SINantologia 2 (8)”. In: Correio do Ceará. Fortaleza, 15 de junho de 1968.
5. BARROSO, Antônio Girão. “Roberto Pontes e seu Contracanto (e por aí vem mais)”. In: Correio do Ceará. Fortaleza, 17 de agosto de 1968.
6. BRASIL, Assis. “Introdução”. In: A Poesia Cearense no Século XX.  Rio de Janeiro: Imago, 1996.
7. BENEVIDES, Arthur Eduardo. “Dois poetas cearenses: Roberto Pontes e Rogério Bessa”. In:  Jornal O Povo. Fortaleza, 8-9 de junho de 1968.
8. BENEVIDES, Arthur Eduardo. Evolução  da  Poesia  e  do Romance Cearenses. Fortaleza: Imprensa Universitária da UFC, 1976, p.79.
9. BESSA, Pedro Pires. “Roberto Pontes”. In: Crônicas literárias III. Rio de Janeiro: Ibis Libris, 2013; e Agora, o Diário de Divinópolis, 10 de abril de 2013
10. MACEDO, Dimas. [estudo crítico]. In: Crítica Imperfeita. Fortaleza: Imprensa Universitária da UFC, 2001.